# Aline Cointrel
Aline Cointrel (ur. 21 czerwca 1986 r. w Rouen) – francuska wioślarka.

## Osiągnięcia
- Mistrzostwa Europy – Brześć 2009 – ósemka – 6. miejsce[1].